# Österreichischer Bauherrenpreis 2000
Mit dem Österreichischen Bauherrenpreis der Zentralvereinigung der Architekten Österreichs wurden im Jahr 2000 die folgenden Projekte ausgezeichnet:
| Realisierung                                                                              | Bauherr                                                                                           | Planer                                                  |
| ----------------------------------------------------------------------------------------- | ------------------------------------------------------------------------------------------------- | ------------------------------------------------------- |
| Feuerwehrhaus und Kulturhaus Hittisau                                                     | Gemeinde Hittisau mit Bürgermeister Konrad Schwarz                                                | Cukrowicz Nachbaur Architekten mit Siegfried Wäger      |
| Essl Museum in Klosterneuburg                                                             | Agnes Essl und Karlheinz Essl senior                                                              | Heinz Tesar                                             |
| Wohnen am Lohbach in Innsbruck                                                            | Neue Heimat Tirol mit Direktor Klaus Lugger und Dir. Alois Leiter                                 | Baumschlager & Eberle und Gerhard Zweier                |
| Schlosserhalle Trumau, Schlosserhalle mit Bar in Trumau                                   | Ernst und Uschi Hofmann                                                                           | pool Architekten Lammerhuber/Linemayr/Wallnöfer/Wurster |
| Fachhochschule Vorarlberg in Dornbirn, Renovierung und Erweiterung der Alten Textilschule | Vorarlberger Landesregierung, Stadt Dornbirn mit Bürgermeister Wolfgang Rümmele und Markus Aberer | ARGE Dietrich/Kaufmann/Ritsch/Lenz                      |
| Wohnhaus Stadtmühle Graz, Revitalisierung                                                 | Albin Sorger                                                                                      | Hans Gangoly                                            |
| Kinder- und Jugendhort in Salzburg-Taxham                                                 | Stadt Salzburg, Bauverwaltung Baudirektor Walter Hebsacker                                        | Flöckner/Schnöll                                        |
| Generali Media Tower in Wien                                                              | Generali Gruppe Österreich Generaldirektor Dietrich Karner und Vorstandsdirektor Klaus Edelhauser | Hans Hollein                                            |

Die Jury bildete als Vorsitzende Marta Schreieck (Wien), mit Bart Lootsma (Rotterdam) und Dietmar Steiner (Wien).